# Obiekt przestrzenny
Obiekt przestrzenny – abstrakcyjna reprezentacja przedmiotu, zjawiska fizycznego lub zdarzenia związanego z określonym miejscem lub obszarem geograficznym.